# Justin Purdie
Pas d'image ? Cliquez ici

a Compétitions nationales et continentales officielles uniquement.

b Matchs officiels uniquement.
Justin Purdie, né le 30 mai 1980 à Wellington (Nouvelle-Zélande), est un joueur international samoan de rugby à XV, de double nationalité néo-zélandaise et samoane, évoluant au poste de troisième ligne aile.

## Biographie
Justin Purdie honore sa première cape internationale le 19 mai 2007, affrontant les Fidji et la dernière le 26 septembre 2007 contre les États-Unis au Apia Park. Sa carrière internationale se limitera à l'année 2007, totalisant huit rencontres dont quatre dans le cadre de la Coupe du monde.
En janvier 2010, Purdie retourne en France : le club du CA Lannemezan le recrute en effet afin de pallier l'absence de son ancien coéquipier Jean-Baptiste Cros jusqu'à la fin de la saison.